# Tobias Alm
David Tobias Okamoto Alm, född 7 oktober 1985, är en svensk konstnär och konsthantverkare. Han är utbildad vid Konstfack i Stockholm. Alm finns representerad i Nationalmuseum och i CODA Museum i Apeldoorn.